# Paulus van Wandelen
Paulus van Wandelen (Den Haag, 7 november 1903 – Dachau, 18 augustus 1942) was een Nederlands verzetsstrijder in de Tweede Wereldoorlog.
Van Wandelen was stukadoor en lid van de Vonk-groep Den Haag. Hij verspreidde De Waarheid en zamelde geld in voor het Solidariteitsfonds. De Vonk-groep werd verraden, waarbij burgemeester De Monchy een bedenkelijke rol vervulde. Bij zijn arrestatie door de SD op 11 september 1941 werden vier door de politie gezochte communisten in zijn woning aangetroffen. Hij werd verhoord in het Oranjehotel te Scheveningen, waar zowel hij als zijn echtgenote Aleida werden mishandeld. Hierna werd hij als Nacht-und-Nebelgevangene via Kamp Amersfoort gedeporteerd naar Buchenwald, naar  Groß-Rosen en uiteindelijk Dachau. In Dachau is hij overleden, waarbij als doodsoorzaak werd opgegeven longontsteking en hartfalen. De werkelijke doodsoorzaak was zware mishandeling en ondervoeding. 
Van Wandelens echtgenote en drie kinderen doken na de arrestatie en verhoor onder in Dodewaard en hebben de Tweede Wereldoorlog overleefd.